# International Table Soccer Federation
Ziel der International Table Soccer Federation (ITSF) ist die Förderung und die Entwicklung des Tischfußballspiels. Die ITSF ist ein Verband mit Beobachterstatus bei der Global Association of International Sports Federations.
Die ITSF folgende Bereiche und Ziele definiert:

## Verwaltung und Regulierung
Die ITSF führt die Administration und Regulierung des Tischfußballspiels durch seine angeschlossenen nationalen Verbände durch. Die ITSF erlässt die Tischfußball-Regeln und ist für die technischen Spezifikationen der offiziellen Wettkampf-Kickertische verantwortlich. Sie beteiligt sich auch an der Durchführung und der Durchsetzung eines Anti-Doping-Programms.

## Organisation von internationalen Wettbewerben
Die ITSF bewilligt große internationale Tischfußballveranstaltungen für alle Altersgruppen und für behinderte Menschen, darunter fünf jährliche Weltmeisterschaften auf den 5 offiziellen ITSF-Kickertischen.
Darüber hinaus organisiert die ITSF das prestigeträchtigste Tischfußballereignis, den World Cup – ein nationales Team-Turnier, das alle 2 Jahre stattfindet und auch die Weltmeisterschaft beinhaltet. Diese Veranstaltung ist der regelmäßige Höhepunkt der 5-Kontinente-, 60-plus-Turniere-ITSF-Tour, auf der die besten Tischfußballspieler aus rund 40 Ländern um die WM-Titel konkurrieren.

## Die Entwicklung des Spiels
Die ITSF koordiniert die Entwicklung der einzelnen nationalen Mitgliedsverbände, einschließlich des ITSF Trainingszentrum-Programms.
Der ITSF-Entwicklungsfonds unterstützt die Entwicklung des Spiels in "weniger privilegierten" Ländern im Einklang mit Umwelt und Schutz der Menschenrechte.

## Die Förderung des Sports
Die ITSF repräsentiert die Sportart Tischfußball und verteidigt seine Interessen in ihrer Beziehung zu nationalen und internationalen Sportbehörden und -institutionen. In ihren Beziehungen zu Medien und Sponsoren, legt die ITSF auf sportliche Ethik und Fairplay besonderen Wert.

## Mitglieder nach Regionen
| Region         | Länder | Verbände |
| -------------- | --- | -------- |
| Asien/Ozeanien | Australien, China, Hongkong, Indien, Iran, Japan, Kuwait, Malaysia, Pakistan, Philippinen, Südkorea, Taiwan | ASF      |
| Afrika         | Ruanda, Südafrika |          |
| Europa         | Österreich, Weißrussland, Belgien, Bulgarien, Kroatien, Tschechien, Dänemark, Finnland, Frankreich, Deutschland, Ungarn, Italien, Lettland, Litauen, Luxemburg, Moldawien, Niederlande, Polen, Portugal, Rumänien, Russland, Serbien, Slowakei, Slowenien, Spanien, Schweiz, Türkei, Ukraine, Vereinigtes Königreich | TFBÖ     |
| Nordamerika    | Kanada |          |
| Südamerika     | Argentinien, Bolivien, Brasilien, Peru, Uruguay |          |

## ITSF World Cup
Der ITSF World Cup ist die offizielle Weltmeisterschaft im Drehstangen-Tischfußball, welche seit 2005 ausgetragen wird. Seit 2015 wird der ITSF World Cup nicht mehr jährlich, sondern alle 2 Jahre ausgerichtet.
| Jahr | Format      | Ort                    | Men Singles        | Men Singles         | Men Singles   | Men Doubles                                   | Nationen (Division I.)                | Nationen (Division I.)                |
| Jahr | Format      | Ort                    | Gewinner           | Schusstechnik       | Heimtisch     | Gewinner                                      | Gewinner                              | Heimtisch                             |
| ---- | ----------- | ---------------------- | ------------------ | ------------------- | ------------- | --------------------------------------------- | ------------------------------------- | ------------------------------------- |
| 2005 | Multi-table | Saint-Vincent, Italien | Frédéric Collignon | Euro Pin            |               | Wurde zum ersten Mal 2007 ausgetragen         | Wurde zum ersten Mal 2006 ausgetragen | Wurde zum ersten Mal 2006 ausgetragen |
| 2006 | Multi-table | Saint-Vincent, Italien | Frédéric Collignon | Euro Pin            |               | Wurde zum ersten Mal 2007 ausgetragen         | Wurde zum ersten Mal 2006 ausgetragen | Wurde zum ersten Mal 2006 ausgetragen |
| 2006 | Multi-table | Hamburg, Deutschland   | –                  | –                   | –             | Wurde zum ersten Mal 2007 ausgetragen         | Österreich                            |                                       |
| 2007 | Multi-table | Saint-Vincent, Italien | Frédéric Collignon | Euro Pin            |               | Frédéric Collignon, Ismaël Saban              | –                                     | –                                     |
| 2008 | Multi-table | Saint-Vincent, Italien | Frédéric Collignon | Euro Pin            |               | Frédéric Collignon, Ismaël Saban              | –                                     | –                                     |
| 2009 | Multi-table | Nantes, Frankreich     | Yannick Correia    | Snake Shot          |               | Rob Atha, Joe Hamilton                        | USA                                   | Tornado                               |
| 2010 | Multi-table | Nantes, Frankreich     | Ryan Moore         | Mixed               | Tornado       | Dave Gummeson, Tracy McMillin                 | USA                                   | Tornado                               |
| 2011 | Multi-table | Nantes, Frankreich     | Frédéric Collignon | Euro Pin            | Roberto Sport | Tom Yore, Brandon Moreland                    | USA                                   | Tornado                               |
| 2012 | Multi-table | Nantes, Frankreich     | Frédéric Collignon | Euro Pin            | Leonhart      | Tom van de Cauter, Frédéric Collignon         | Belgien                               | Leonhart                              |
| 2013 | Multi-table | Nantes, Frankreich     | Kevin Hundstorfer  | Snake Shot          | Garlando      | Carlos da Silva, Yannick Correia              | Frankreich                            | Bonzini                               |
| 2014 | Multi-table | Nantes, Frankreich     | Sven Wonsyld       | Euro Pin/Snake Shot | Bonzini       | Tony Spredeman, Robert Mares                  | USA                                   | Tornado                               |
| 2015 | Multi-table | Turin, Italien         | Kevin Hundstorfer  | Snake Shot          | Garlando      | Bruno Goncalves, Yannick Correia              | Luxemburg                             | Leonhart                              |
| 2017 | Multi-table | Hamburg, Deutschland   | Thomas Haas        | Snake Shot          | Leonhart      | Jörg Harms, Marvin Velasco                    | USA                                   | Tornado                               |
| 2019 | Multi-table | Murcia, Spanien        | Twan Hermans       | Euro Pin            | Leonhart      | Blake Robertson, Ryan Moore                   | USA                                   | Tornado                               |
| 2022 | Multi-table | Nantes, Frankreich     | Ruben Heinrich     | Euro Pin            | Leonhart      | Miguel Dos Santos Lote, Hervé Dos Santos Lote | Österreich                            | Garlando                              |